# Floyd Davis

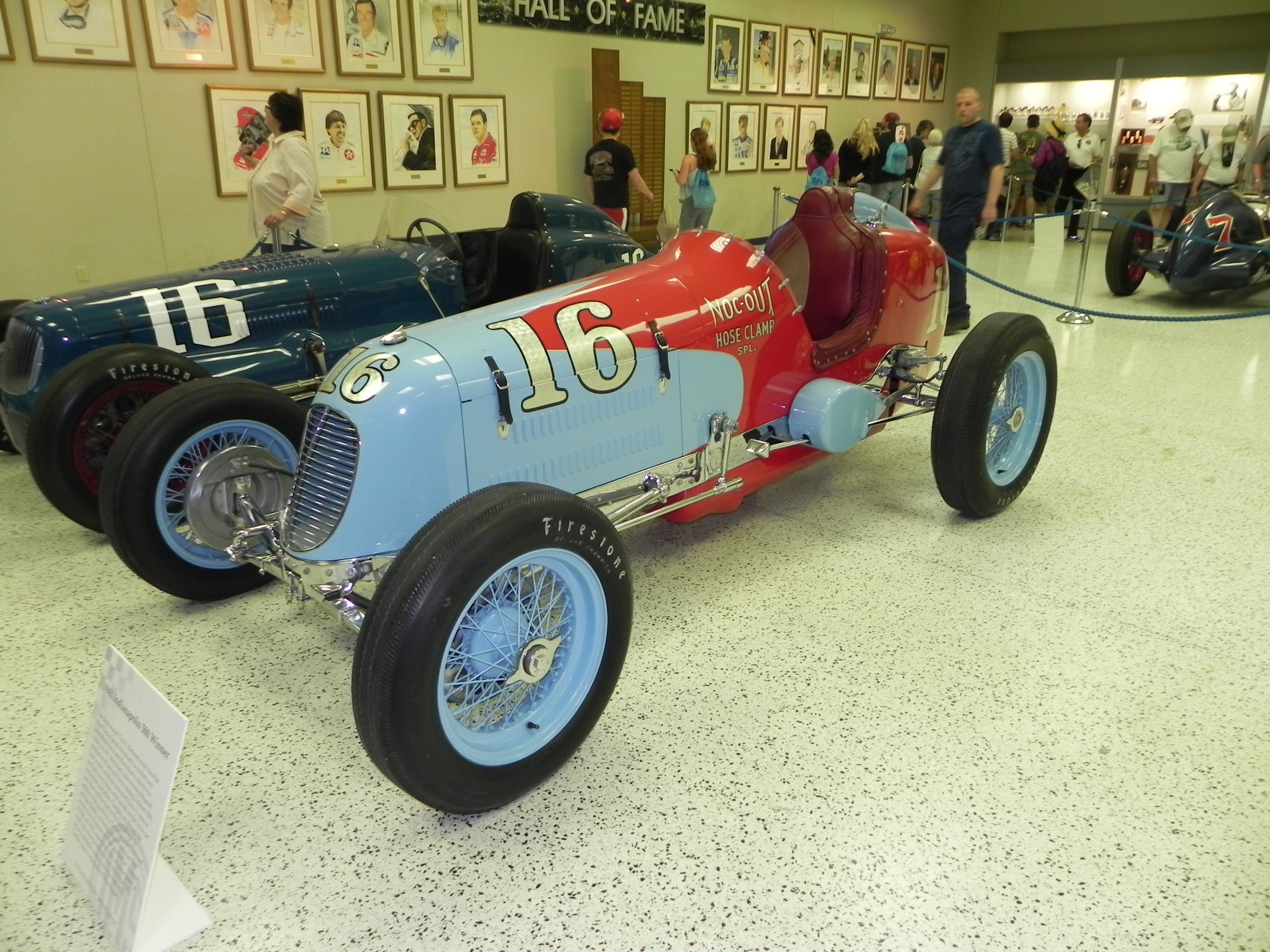
Siegerwagen beim Indianapolis 500 1941

Floyd Eldon Davis (* 5. März 1909 in Oakford, Illinois; † 31. Mai 1977 in Indianapolis, Indiana) war ein US-amerikanischer Autorennfahrer.

## Karriere
Floyd Davis gewann das 500-Meilen-Rennen von Indianapolis 1941 ohne eine einzige Meile geführt zu haben. Davis ging für den Rennstall von Lou Moore an den Start und sein weitaus schnellerer Teamkollege Mauri Rose hatte nach 60 Runden Probleme mit den Zündkerzen seines Maserati und musste das Rennen aufgeben. Nach 72 Runden übernahm Rose den Wetteroth-Offenhauser von Davis und pilotierte diesen zu einem deutlichen Sieg.
Davis gab 1937 sein Debüt beim 500-Meilen-Rennen und war insgesamt viermal am Start. Seine beste Platzierung allein fahrend war der 15. Rang 1937.